# Гельсінський університет (станція метро)
60°10′20″ пн. ш. 24°56′51″ сх. д. / 60.17222° пн. ш. 24.94750° сх. д.
Гельсінський університет (фін. Helsingin yliopisto, швед. Helsingfors universitet) — станція Гельсінського метрополітену. Обслуговує район Клууві та Круунунхака. Відкрито 1 березня 1995.
- Конструкція: станція лондонського типу глибокого закладення (глибина закладення — 27 м) з однією острівною платформою.

- Виходи: вулиці Каїсаніеменкату, Вуорікату, Гельсінського університету

- Пересадки на трамваї: №	3, 6, 6T, 9

## Колишня назва
До 22 квітня 2014 року мала назву «Кáйсаниемі» (фін. Kaisaniemi, швед. Kajsaniemi).